# Hiệp hội Khoa học Pháp lý Quốc tế
Hiệp hội Khoa học Pháp lý Quốc tế, viết tắt theo tiếng Anh là IALS (International Association of Legal Science), hoặc theo hỗn hợp tiếng Anh và tiếng Pháp là IASJ-IALS (Association Internationale des Sciences Juridiques), là một tổ chức phi chính phủ quốc tế hoạt động trong lĩnh vực nghiên cứu sự phát triển của khoa học pháp lý liên quan đến sự phân kỳ hệ thống pháp luật trên toàn thế giới.
IALS được thành lập tháng 7 năm 1950 gọi Ủy ban Luật So sánh Quốc tế ICCL (International Committee of Comparative Law). Từ tháng 3 năm 1955 tổ chức động với tên gọi hiện tại.
IALS là thành viên quốc gia của Hội đồng Khoa học Quốc tế (ISC) , và của Hội đồng Quốc tế về Khoa học (ICSU) trước đây. IALS được sự bảo trợ của UNESCO, và hiện đại diện cho 29 viện pháp lý quốc gia và là tổ chức bảo trợ của tám hiệp hội nghiên cứu quốc tế trực thuộc.
IALS có trụ sở tại Paris, Pháp. Chủ tịch nhiệm kỳ 2020-... là Antonio Gambaro từ  Ý.
Tại Việt Nam tổ chức này được đề cập với tên gọi "Hiệp hội Quốc tế về Luật học".